# Claudia Wehrsen
Claudia Wehrsen (* 18. Oktober 1984 in Braunschweig) ist eine deutsche 400-Meter-Hürdenläuferin und Leichtathletiktrainerin.
Wehrsen kam 2004 zum Training und Studium nach Köln, wo sie 2010 das Diplom zur Sportwissenschaftlerin ablegte. 2005 nahm sie in Wattenscheid zum ersten Mal an Deutschen Meisterschaften teil. 2013 wurde sie Deutsche Meisterin über 400 Meter Hürden. Ein Jahr zuvor hatte sie auch mit der 4-mal-400-Meter-Staffel des LT DHS Köln den Titel gewonnen.
2014 wurde sie mit der 4-mal-400-Meter-Staffel des TSV Bayer 04 Leverkusen abermals Deutsche Meisterin und holte sich über 400 Meter Hürden die Vizemeisterschaft.
Ihre Bestleistung liegt bei 57,20 s, die sie am 27. Juli 2014 in Ulm aufstellte.
Wehrsen startete bis 2013 für das LT DSHS Köln, wo sie auch als Jugendtrainerin arbeitet. 2014 wechselte sie zum TSV Bayer 04 Leverkusen. Seit September 2013 ist sie zudem Athletiktrainerin der Juniorinnennationalmannschaften des Deutschen Fußball-Bundes.